# 星空へ架かるラジオ
『星空へ架かるラジオ』（ほしぞらへかかるラジオ）は、2009年10月16日から2010年11月26日まで音泉で毎週金曜日に配信されていたインターネットラジオ番組。feng製作のPC用ゲーム『星空へ架かる橋』に関する内容を扱っている。
固有の挨拶は「星ラジは」で、ラジオネームには「山比古（やまびこ）ネーム」という呼称が用いられている。
2011年12月26日には一夜限りの復活と称してUSTREAMで配信された。『星空へ架かる橋AA（ダブルエー）』の新キャラクター、「七森星羅」の声優である遠野そよぎをゲストに迎えて以前に配信されていたものよりも際どい発言の多い放送が行われた。

## 番組概要
- 配信期間：2009年10月16日 - 2010年11月26日
- 配信サイト（配信日）：音泉（毎週金曜日）
- 収録時間：約30 - 50分
- スポンサー：feng

## パーソナリティ
- 柚木かなめ：番組内での呼び名は「柚姉」（ゆずねえ）
- 桃井いちご：番組内での呼び名は「いちごちゃん」

## コーナー
ふつおた
番組内では「山比古便り」と呼ばれている。番組の感想や近況のことについてなど、ふつうのお便りを紹介する。
よろづよ繁盛記
万千歌が働く旅館「よろづよ」を発展させるために新しいサービスを考えるコーナー。選ばれたサービスは番組内の「よろづよ」のCMで採用される。
バイノーラル アブノーマル！
立体音響の一つであるバイノーラルマイクを使用し、お互いが普段はとうていグッとこない一言を囁き、どちらがグッとくる台詞を言えるかを競うという、最新テクノロジーの無駄遣いコーナー。負けた方には罰ゲームが待っている。
ちなみに、マイクは身長170cmの男性の背丈に合わせており、番組の元となっている作品とかけて2人はこれに星架け夫君（ほしかけおくん）と命名した。
勝手に姉妹都市
自分の町にあるちょっと変わったモノや風景、エピソード等を募集するコーナー。パーソナリティの2人が気に入れば姉妹都市と認定される。
尚、メールを送る際に差し入れを添えると、ほぼ確実に姉妹都市認定となる。
星空ステーションFMやまびこ 〜よろづよ出張所〜
万千歌（声：柚木かなめ）と南国原大吾（声：春野風）が星空へ架かる橋の宣伝をするドラマパート。
目指せ！ ロリマイスター！
リスナーがロリっ子マイスターとなり、ロリっ子をめざす桃井いちごに言ってほしいセリフやこんなチャレンジをしてほしい、あんな体験をしてほしいというネタを集め、理想のロリっ子にするというコーナー。
最終的に彼女がどれだけロリっ子になれたかということを、柚木かなめが星を付けて審査する。

### 桃井さんシリーズ
名物コーナー「バイノーラル アブノーマル！」において、投稿メールによく採用される形式の一つ。
第10回「今日から私が担当するのは、B地区です」で初登場。桃井の生真面目な口調とナンセンスな下ネタのギャップが評判となり、以後この手法を踏襲した投稿が増えていった。第14回の投稿「桃井です。今から判決を出します」からシリーズとして認識され始めた。ギャグの前後に「桃井です」を付けるだけの簡単な形式ゆえに投稿数は多く、このシリーズの登場した回では桃井の勝率が高いとされる。また、これに対抗して「かなめです」で始まるメールも読まれたが、現時点であまり定着しているとは言えない。
- 「今日から私が担当するのは、B地区です」「桃井です」(第10回)
- 「失礼いたします。艦長の桃井です」(第12回)
- 「桃井です。今から判決を出します」(第14回)
- 「桃井です。生死がかかっています」(第17回)
- 「桃井です。甘栗むいちゃいました」(第18回)
- 「桃井です。B地区が陥没しました」(第20回)
- 「桃井です。至急攻めに転じてください」(第23回)

## ゲスト
- 青葉りんご（第16回・第17回）
- 森谷実園（森谷実園→もりみそ）（第22回・第23回）
- のみこ（第25回）
- 森谷実園（みそのりん→もりみそ→エンジェルみその→ジェルみそ）（第28回・第29回）
- 上様（feng代表）（2010年10月17日Ustream「ナマ」放送）
- 遠野そよぎ（そよちん↔そちん）（2011年12月26日USTREAM「ナマ」放送）

## エピソード
- ラジオは全年齢対象だが、パーソナリティを務める2人のトークは下ネタが大半を占めており、際どい発言が多い。
- 何気ない単語、発言も彼女たちに掛かれば即座に下ネタへと変貌するので、「バイノーラル アブノーマル！」のコーナーではそれを利用した台詞を要求するリスナーが多数を占めている。その中でも桃井いちごの「私、ドビュッシーがたまらなく好きなの！」という発言が柚木かなめとリスナーに大きな衝撃を与え、以後しばらく彼女の持ちネタとなった。後日、倉田まりやは、このネタを自身がパーソナリティを務めるラジオの公録で叫んだ。[3]
- 上記のような性格の番組だからか、セクハラめいた内容のメールがリスナーから送られることがある。それらの内容はどちらかというと悩みに近いため、パーソナリティの2人も比較的真摯に受け止めている。
- 第16回、17回にてゲストとして訪れた青葉りんごは、終始暴走気味の言動で2人を圧倒させた。柚木かなめはそれが原因で38度の高熱を出したという。
- 第23回では、ラジオ初体験である森谷実園に愛称をつけることになったのだが、柚木かなめが考えた「もりみそ」が桃井いちごのツボに入ったらしく、約1分間笑い続けるといった事態が起きた。その後、パーソナリティの2人は森谷実園のことを積極的に「もりみそ」と呼ぶが、番組の最後では「もりみそちん」、「もみちん」に変化している[4]。
- 第26回において桃井いちごは「バイノーラル アブノーマル！」の罰ゲームで彼女曰く「エロい目をしたもっこり野郎」のぬいぐるみを着、強調された股間部を柚木かなめに見せ付けるなどして楽しんだ後[5]、続く「目指せ！ ロリマイスター！」では、園児服を着てコーナーに臨むことになるなど、1回の収録で2度にわたる着替えを行った。その後、柚木かなめは「（桃井いちごの）私服もスモックみたい」とコメントしている。
- 第30回放送では、御苑生メイがスタジオに来ていたところを桃井いちごが呼び込み、サプライズゲストとして「目指せ！ロリマイスター！」に参加。10分程度の出演であったにも関わらず、持ち前のハイテンションと下ネタで場を大いに盛り上げた[6]。

## 備考
- ラジオ内のBGMはあかね色に染まる坂やサウンドファクトリーのものを使用している。